# 1999 au Maroc
Chronologie du Maroc
- 1995
- 1996
- 1997
- 1998
- 1999
- 2000
- 2001
- 2002
- 2003

Cet article présente les faits marquants de l'année 1999 au Maroc ou relatifs au Maroc.

## Événements
- 4 mars : les FAR de Rabat remportent la Coupe du Maroc de football 1998-1999[1].
- 9 novembre : un magistrat marocain de la Cour Suprême, Ahmed Majdoubi, meurt d'une crise cardiaque lors d'une visite à l'un de ses amis à l'Hôpital Avicenne de Rabat. Ce fait divers défraie la chronique marocaine pendant plusieurs mois, les responsables du service cardio-vasculaire du centre hospitalier ayant refusé de lui venir en aide, arguant qu'il ne disposait pas de garanties financières[2],[3],[4].